# 字级
字级是印刷字体所使用的一个长度单位，用于表示字型的大小。1 级（1 Q）等于0.25 mm，即四分之一毫米，因此单位实际上属于公制单位系统。
「级」这个单位起源于日本的照相排版系统，租字号大小为级(Q)，1 Q 精确等于 0.25 mm ，取英文 quarter（四分之一）而记为 Q，而 Q 的发音与日语的「日语：」（きゅう）相同，因此用日本汉字写作「日语：」。中国国产照相排版机中采用「级」的罗马字拼写 kyu 而将此单位记作   。
在日本的照相排版系统还有一个行高单位为「齿」（日语：歯、ha），其长度与「级」同样为 0.25 mm。由于西文常用单位为点（英語：pt）因此有人将12点的字称为“12级字”，但这其实是不正确的。点在换算成公制单位是需要缩约，而「级」本身属于公制单位系统，与mm等单位可以完美换算。
目前 Adobe InDesign 等桌面排版软件均支持「级齿（Q/Ha）」单位。
| 级数       | 7 | 8   | 9 | 10 | 11  | 12 | 13 | 14 | 15   | 16 | 18 | 20 | 24 | 28 | 32 | 38 | 44 | 50 | 56 | 62 |
| 点数（约） | 5 | 5.5 | 6 | 7  | 7.5 | 8  | 9  | 10 | 10.5 | 11 | 12 | 14 | 16 | 18 | 22 | 26 | 31 | 34 | 38 | 42 |